# Televizní kamera

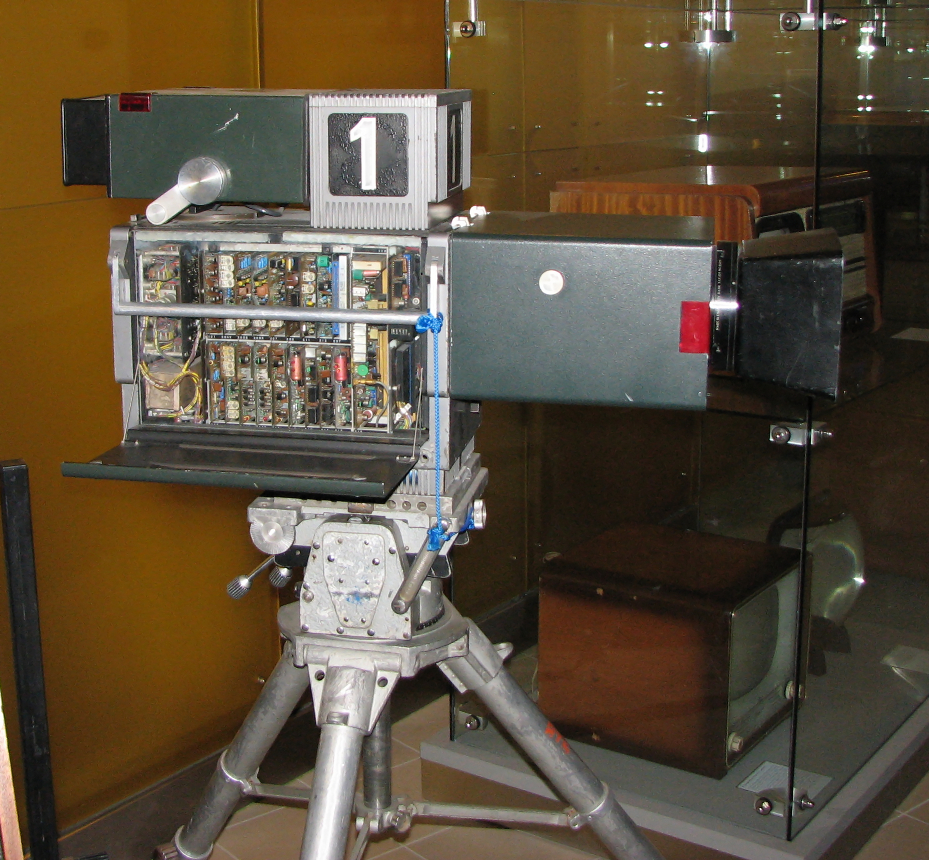
Historická televizní kamera v Technickém muzeu v Brně

Televizní kamera je zařízení určené k přeměně obrazu snímanému optickým objektivem kamery na elektrické obrazové signály. Je to v podstatě začátek procesu přenosu televizního signálu k divákům, který dále pokračuje převedením množství světla dopadajícího na snímací prvek (fotoelektrickou vrstvu) za objektivem na elektrické napětí, po jehož zesílení z kamery odchází úplný obraz ve formě elektrických impulsů, které jsou po zpracování na odbavovacím pracovišti převedeny k vysílači. Při tomto zpracování jsou také odstraněny některé nedostatky v obrazu nasnímaném kamerou. Jedná-li se o barevné snímání (což je dnes naprosto běžné), je obraz pomocí polopropustných zrcadel, hranolů nebo filtrů rozložen na tři obrazy, z nichž je jeden červený, druhý zelený a třetí modrý. Tady se mluví o standardu RGB. Někteří výrobci zobrazovacích jednotek (televizorů) již začali vyrábět zobrazovací jednotky, ve kterých je navíc i barva žlutá, čímž je možno dosáhnout vyššího množství zobrazitelných barev. Televizní kamera představuje nejběžnější způsob získávání obrazového materiálu v televizích.

## Rozdíl mezi filmovou a televizní kamerou
Hlavní rozdíl mezi televizní a filmovou kamerou je ten, že televizní kamera zpracovává nasnímaný obraz na elektronický signál, ale filmová kamera přenáší nasnímaný obraz na film, de facto kontinuálně fotografuje. Zatímco filmová kamera nasnímá 24 snímků za sekundu, kamera televizní přenáší obraz přesně tehdy, kdy jej odesílá - nesnímá tedy úplné snímky, nýbrž půlsnímky. Stane-li se, že je zabírán pohyb, který je velmi rychlý, velmi pravděpodobně se budou oba půlsnímky lišit, čímž po jejich složení nastane jev známého třepení stran. Díky této vlastnosti lze ale sledovat např.: sportovní utkání. Pokud by se obraz nepřenášel po půsnímcích, ale rychlostí 25 obrázků za každou sekundu by nebyl obraz tak plynulý a stabilní, jak jej známe.

## Historie televizní kamery a vývoj technologií

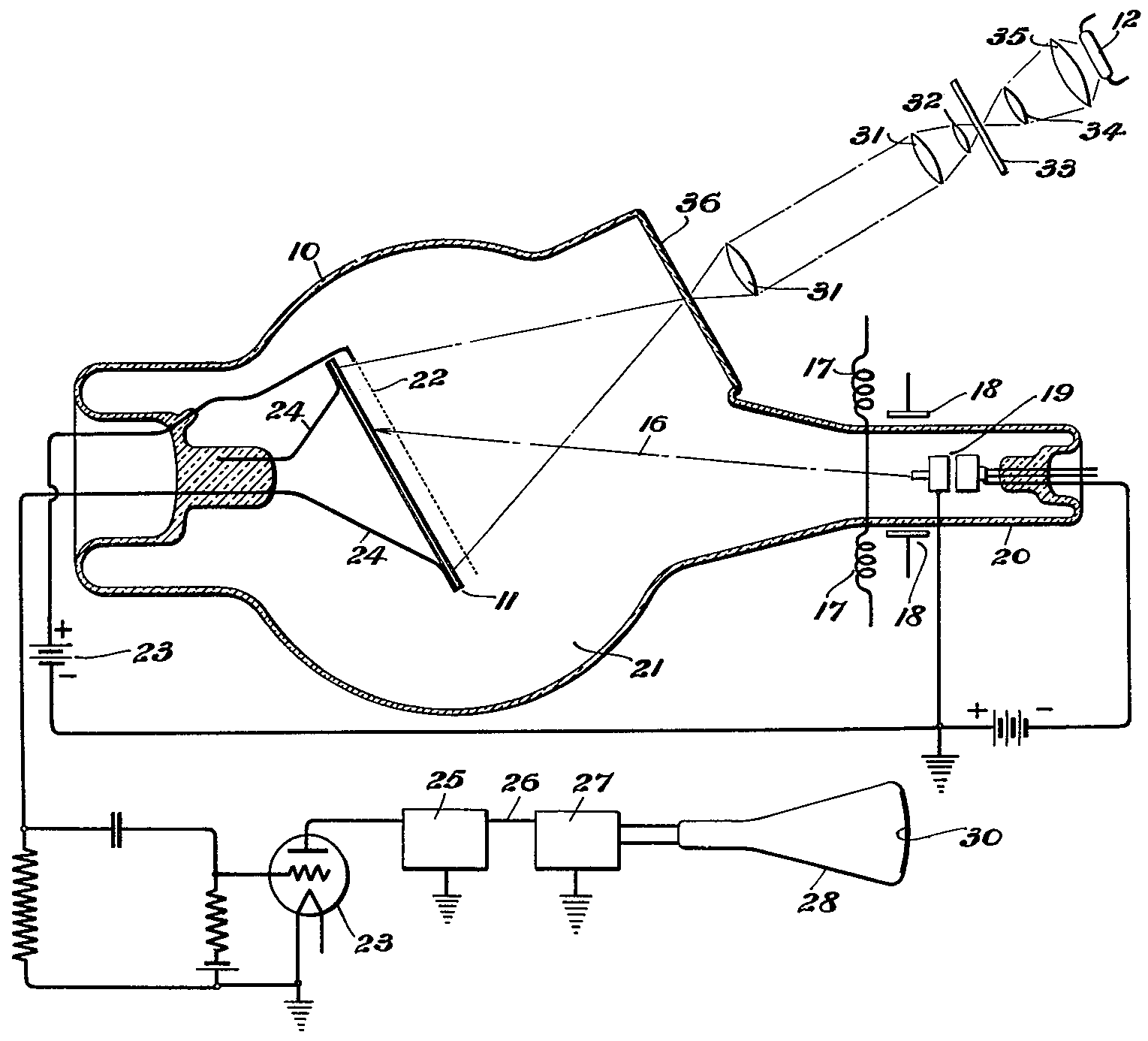
Schéma ikonoskopu

### Ikonoskop
Vlastnosti televizní kamery jsou především určeny použitou snímací elektronkou. První úspěšnou a široce využívanou snímací elektronkou byl ikonoskop V. K. Zvorykina. Jeho základní částí byla mozaika tvořená tenkou destičkou slídy, na jejíž přední straně byly tisíce droboučkých částeček fotosenzitivní sloučeniny stříbra a caesia, na druhé straně destičky byl kovový vodič. Tak vznikla mozaika drobných fotoelektrických buněk a kondenzátorů. Na přední stranu byl objektivem promítán obraz. Různá světelná intenzita různých míst na scéně přinutila buňky mozaiky emitovat různá množství elektronů. Tak získaly jednotlivé částečky (prvky mozaiky, v podstatě miniaturní kondenzátorky) různě velký náboj, který odpovídal osvětlení v daném místě. Po mozaice se pohyboval paprsek elektronů, který postupně "ohmatával" všechna místa mozaiky. Paprsek tak vlastně jednotlivé prvky mozaiky vybíjel. Protože ale náboje prvků odpovídaly jejich osvětlení, vznikal mezi paprskem a kovovým vodičem na zadní straně mozaiky elektrický signál odpovídající osvětlení jednotlivých prvků. Obraz byl tedy rozdělen do jednotlivých bodů a následně převeden do elektrického signálu, který byl připojen k zesilovači. Síla signálu v zesilovači byla přímo úměrná intenzitě světla snímané scény. Ikonoskop vytvářel obraz v poměrně dobrém rozlišení, jeho citlivost byla poměrně vysoká, vyžadoval ale velmi intenzívní osvětlení scény a manuální korekce výsledného obrazu.
| Rozdíl mezi ortikonem a superortikonem | Rozdíl mezi ortikonem a superortikonem |
| -------------------------------------- | -------------------------------------- |
| Stavba ortikonu                        | Stavba superortikonu                   |
| stavba ortikonu                        | stavba superortikonu                   |

### Ortikon
Ortikon a superortikon byly zdokonalené snímací elektronky. Principem se jednalo o vylepšený ikonoskop. Byly u nich použity světlocitlivé granule, uložené na izolantu a nižší rychlost skenování. Mohly být použity s nižší úrovní osvětlení, než tomu bylo u ikonoskopu a nevyžadovaly nepřetržitou ruční manipulaci.

### Vidikon
Vidikon byla první úspěšná televizní kamera, která nepoužívala emisi elektronů, ale k odvození videosignálu užívala změny elektrického odporu některých látek (polovodičů) v závislosti na osvětlení. Taková snímací elektronky je mnohem jednodušší na výrobu, je poměrně citlivá, ovšem vyznačuje se značnou setrvačností. Tato vlastnost vadí především při snímání rychlých dějů. Naštěstí se dá do značné míry odstranit volbou fotoelektrického materiálu (polovodiče).

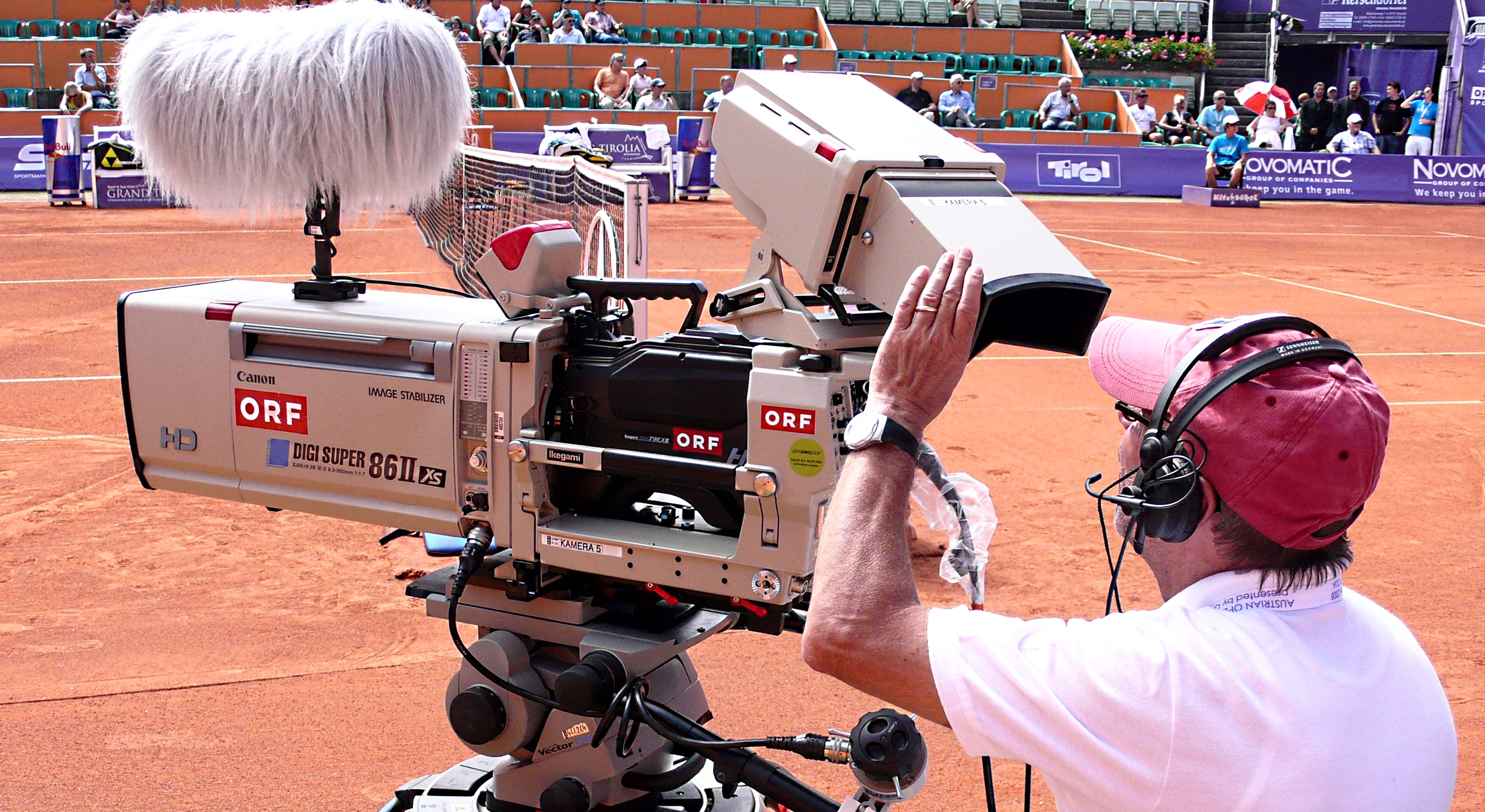
Televizní kamera používaná pro natáčení v HD

### Dnešní kamery
Polovodičová zobrazovací zařízení byla poprvé využita v roce 1960. Dnešní polovodičové televizní kamery využívají polovodičová zařízení, nebo CCD. Každý element v prostorách CCD nese elektrický náboj, který je zaktivován při jeho osvícení. Na konci expoziční doby je náboj uložen a CCD je uvolněn pro další expozici. Elektrické náboje v úložišti se převádějí k vnějšímu výstupu. I když jsou touto technologií dnes vybaveny téměř všechny osobní fotoaparáty a videokamery, je tato technologie ještě stále využívána i v profesionálních televizních studiích.

## Stavba televizní kamery a její technologie

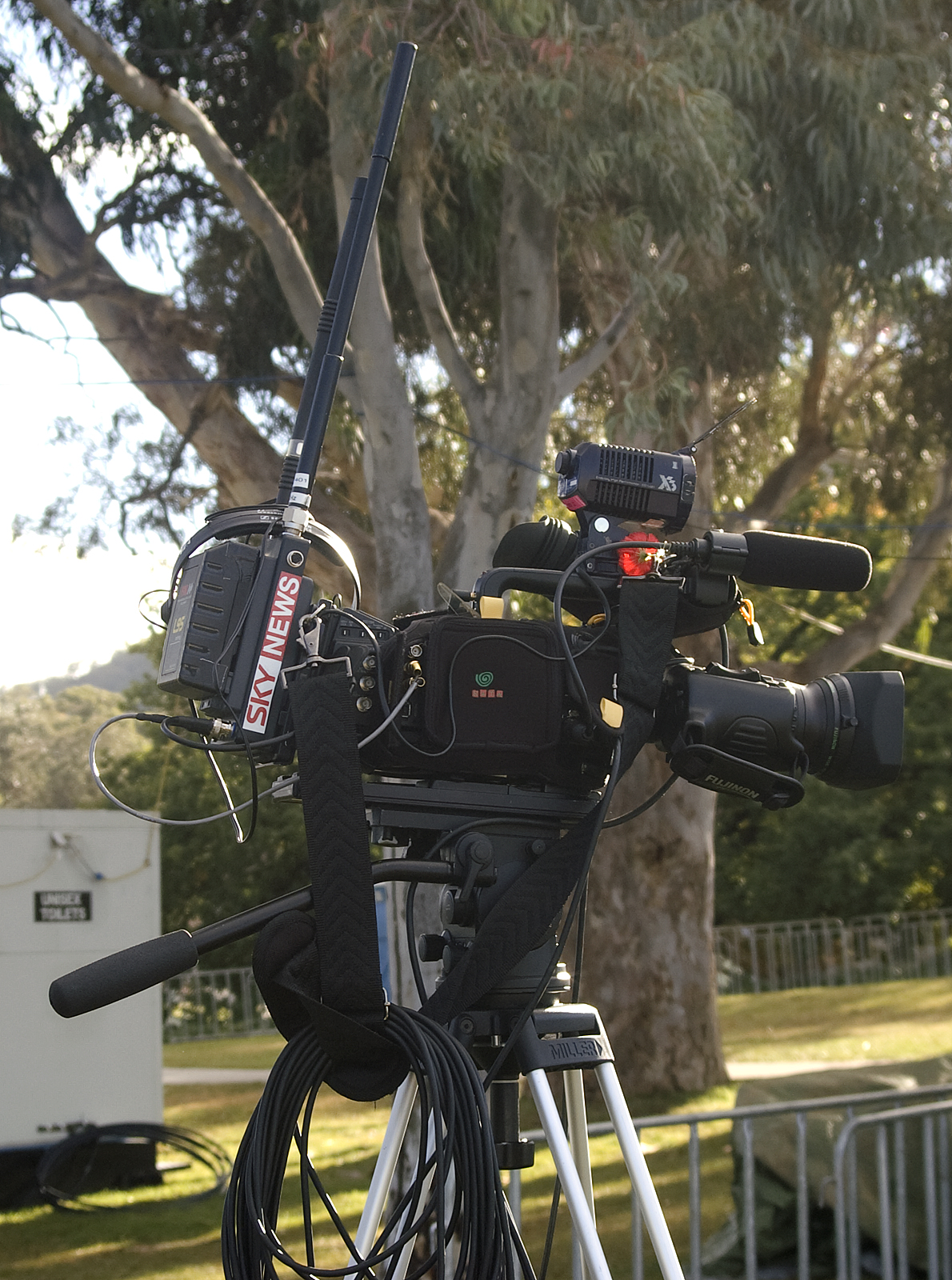
Televizní kamera

Je velmi těžké popsat stavbu a vzhled televizní kamery, nakolik jich na trhu existuje nepřeberné množství. Všeobecně ale platí, že se televizní kamera skládá z objektivu, který zaměřuje obraz na přední povrch jednoho, či více přenosových zařízení. Dále se zde nachází hledáček, který se běžně montuje na kameru, nebo do kamery. K zaměření slouží:
- buď snímací elektronka (spíše dříve)
- nebo snímací čip (CCD-charge-coupled device).

Tímto zařízením kamera "čte" obraz zaměřený objektivem, který převádí na elektronický signál. Čím více je těchto zařízení, tím je obraz lepší (viz níže - RGB).

### Technologie čtení pomocí elektronky
Zevnějšek elektronky obsahuje fotoemisivní materiál, který vydává elektrickou energii při vystavení světlu. Čím je světlo silnější, tím se vytvoří více energie, jejímž přečtením na povrchu trubice (v každém bodu) se dá vytvořit vizuální obraz. Elektronka "přečte" množství vytvořené energie vytvořené na povrchu tohoto materiálu, jak horizontálně, tak vertikálně, při procesu zvaném skenování. K tomuto ději dochází díky přesnému magnetickému průhybu nosníku.

### Technologie čtení pomocí CCD
CCD ve většině moderních kamer nahrazuje elektronky. Tento polovodičový přístroj měří energii v místech na povrchu obrazového snímače, známou jako pixely, zpracovává tyto informace a pak je pošle ve formě elektrického signálu, který obsahuje informace o obrazu. Tato zařízení jsou stále populárnějšími díky své malé velikosti, delší životnosti, vyšší citlivostí a tolerancí světla, minimálními požadavky na výkon a menším zkreslením obrazu.

## Televizní kamery podle kvality vysílaného obrazu

### SD
SD, neboli vysílání ve standardním rozlišení (z anglického Standard Definition) vysílá televizní obraz na 576 řádcích v 768 sloupcích, což představuje přesně 442 368 zobrazovacích bodů (pixelů-px), zatímco novější technologie

### HD
HD, neboli vysílání ve vysokém rozlišení (z anglického High Definition, někdy také označováno jako HDTV) vysílá televizní obraz na 1080 řádcích v 1920 sloupcích, což představuje přesně 2 073 600 zobrazovacích bodů (pixelů-px), ke kterému je třeba mít novější kamery, které zvládnou snímat obraz v takovém rozlišení.

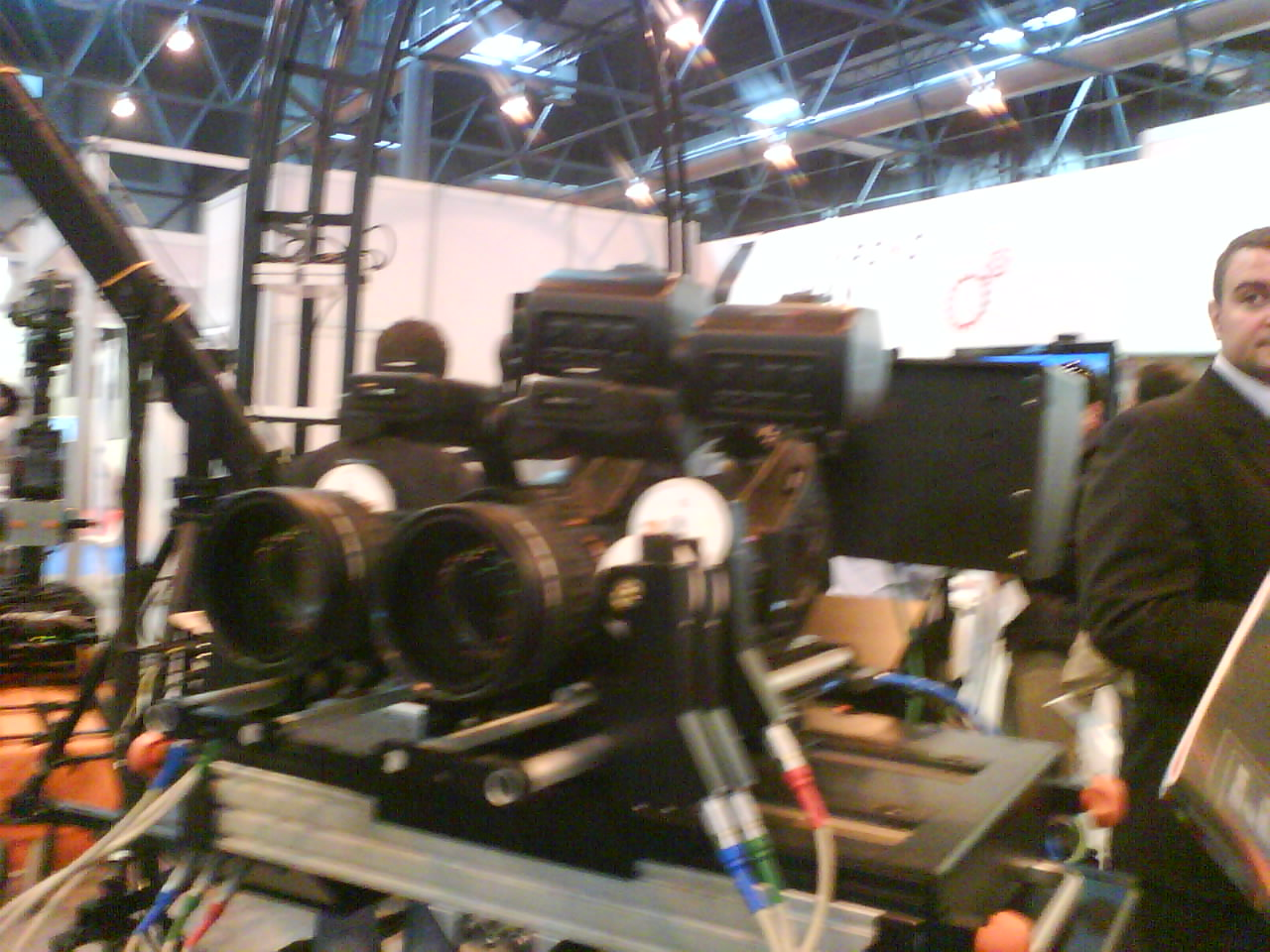
3D televizní kamera

### 3D
3D, neboli vysílání ve třech dimenzích je nejnovější technologie, která vysílá obraz tak, aby jej bylo možné s pomocí speciálních brýlí sledovat trojrozměrně. K tomuto účelu se využívá speciální kamery, která vypadá jako dvě spojené kamery, které ale musejí být naprosto přesně seřízené. Výsledný obraz v televizi vypadá jako dva obrazy vedle sebe, které jsou pomocí brýlí uzpůsobeny tak, aby měl divák pocit, že se dívá na trojrozměrný obraz. První takový kanál v Evropě je provozován ve Velké Británii na satelitní platformě Sky, v České republice pak experimentálně na kanále HD+.

## Výběr televizní kamery
Hledisek pro výběr vhodné kamery je několik. Pro profesionální televizní tvorbu je nejrozšířenější kamera, která využívá technologie tří nezávislých obrazových čipů, které by měly uživateli zajistit věrné pojetí snímaného a následně vysílaného obrazu. Většina společností při výběru televizních kamer přihlíží ke dvěma základním parametrům:

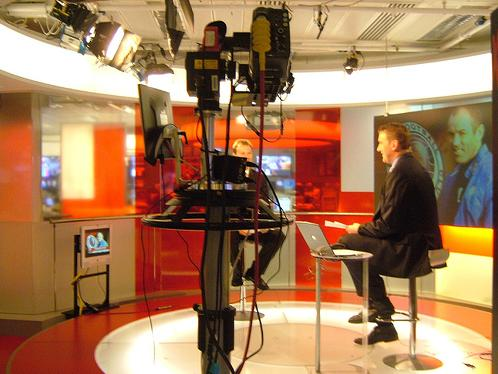
Kamera s čtecím zařízením pro vysílání zpravodajských pořadů

- formát záznamu
- velikost snímacích čipů.

### Formát záznamu
Formátů záznamu je několik, v dnešní době jsou nejpopulárnějšími kamerami kamery využívající formátu DVCAM, či případně DV, i když s nástupem nových technologií, jakými jsou televize ve vysokém rozlišení obrazu, či trojrozměrná televize, je potřeba při vybírání televizní kamery nutno brát ohled i na tyto "technologie budoucnosti".

### Velikost snímacích čipů
Tato vlastnost je většinou rozhodující, neboť, jak již bylo napsáno výše, tato vlastnost rozhoduje o kvalitě nasnímaného obrazu. Dalo by se říct, že obecně platí, čím větší je čip, tím kvalitnější je záznam.

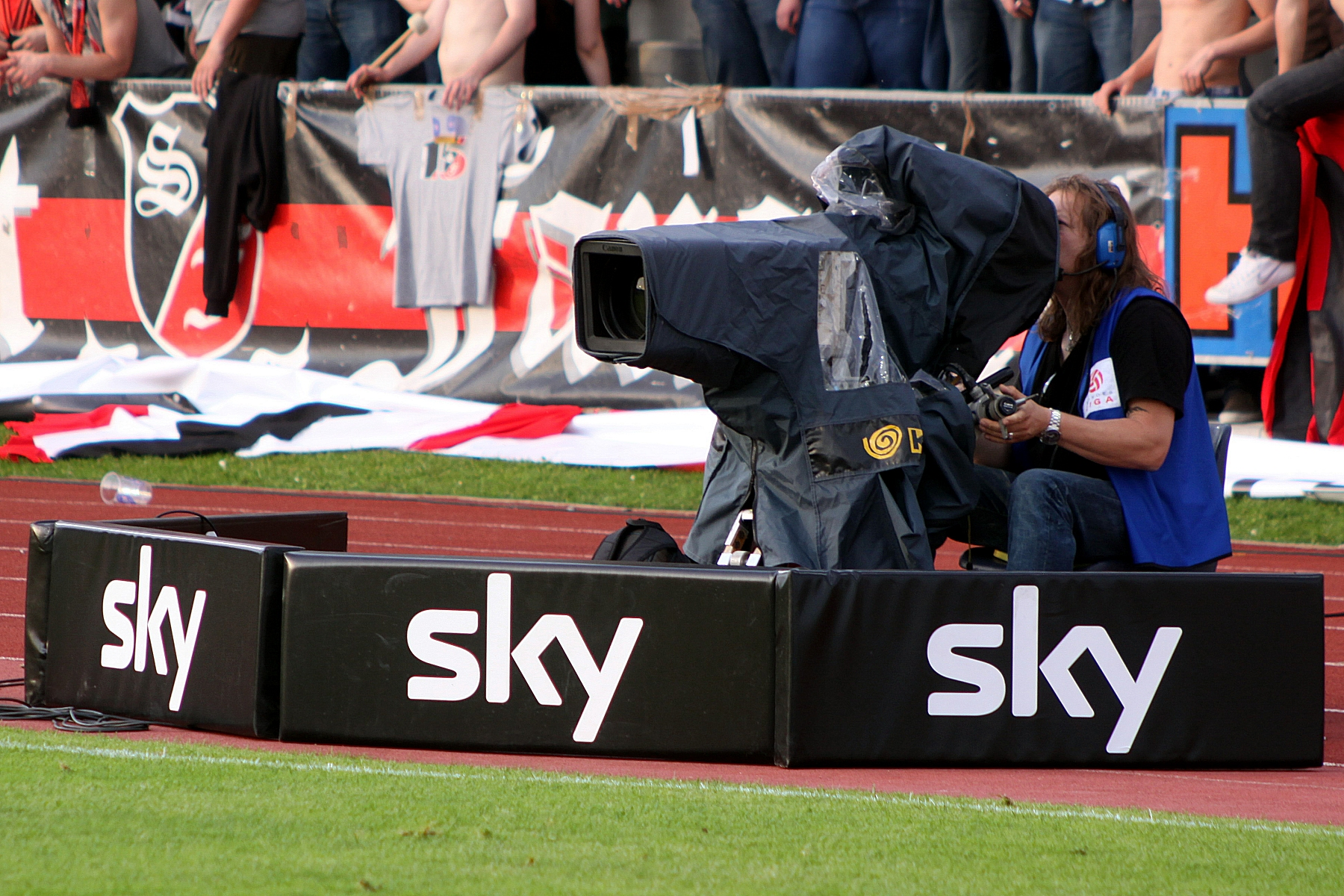
Kamera používaná v exteriérech

### Další vlastnosti
Mezi další vlastnosti, které by měly být brány v úvahu patří, jestli bude kamera využívána pouze pro natáčení materiálů, které budou později dále upravovány ve střižně, nebo bude využita i pro natáčení příspěvků vysílaných živě. Také je potřeba zjistit, jakými výstupy kamera disponuje.
Při plánování vícekamerového natáčení je užitečná funkce vysílání a přijímání externího časového kódu (Timecode), která usnadní pozdější zpracování materiálu. Důležité pro výběr televizní kamery je i to, jestli bude používána v interiérch, či exteriérech.

## Hlavní výrobci televizních kamer
Mezi hlavní výrobce televizních kamer se řadí:
- Panasonic
- Canon
- JVC
- Sony
- Ikegami
- Grass Valley